# Thomas E. Scroggy
Thomas Edmund Scroggy, född 18 mars 1843 i Harveysburg i Ohio, död 6 mars 1915 i Tulsa i Oklahoma, var en amerikansk republikansk politiker. Han var ledamot av USA:s representanthus 1905–1907.
Scroggy tjänstgjorde i nordstatsarmén i amerikanska inbördeskriget. Han studerade juridik och inledde 1871 sin karriär som advokat i Xenia. År 1905 efterträdde han Charles Q. Hildebrant som kongressledamot och efterträddes 1907 av Matthew Denver.
Scroggy avled 1915 och gravsattes på Woodland Cemetery i Xenia.